# François Alaux
Pour les articles homonymes, voir Alaux.
François Alaux, né le 11 octobre 1878 à Bordeaux et mort le 16 avril 1952 dans cette même ville, est un peintre français.

## Biographie

### Famille
François Alaux est le fils de l'architecte Jean-Michel Alaux (1850-1935) et de Jeanne Bonifas (1855-?). Il fait partie de la famille d'artistes Alaux, qui compta huit générations de peintres, architectes et décorateurs ayant exercé à Bordeaux et à Arcachon. En 1920, il se marie à Marie-Louise de Lannoy et auront ensemble un fils, Jean-Pierre Alaux.

### Carrière
Élève de l'atelier Léon Bonnat à l'École des Beaux-Arts de Paris, Alaux a pour condisciple Othon Friesz, qui fit son portrait en 1900. Il expose au Salon de la Société Nationale des Beaux-arts jusqu'en 1939, Salon dont il est membre associé depuis 1900, et participe également au Salon d'Hiver. Le peintre s'adonne au portrait, aux scènes de genre, au paysage, aux marines. Alaux voyage beaucoup dans les pays méditerranéens : Corse, Maroc, Italie, Espagne, et se fixe à Tanger de 1904 à 1912. Il y réalise de nombreux travaux qui le classifieront à son retour de "peintre orientaliste". Sa carrière est momentanément interrompue lors de la Première Guerre mondiale : il en rapporte quelques carnets de dessins. Il sillonne ensuite la France avec son frère Jean-Paul : il dépeint la Corse, le bassin d'Arcachon, la Côte d'Azur ou encore la Bretagne. En 1930, il devient Peintre officiel de la Marine. À Guétary, il réalise quatre décorations murales. Une santé fragile l'oblige à quitter avec son épouse la campagne et la mer pour aller s'installer à la montagne : pendant trois ans, ils vivent à Villard-de-Lans où Alaux devient professeur de dessin. Il n'expose plus dans les salons depuis 1940 mais continue de peindre, ne se souciant ni du profit ni de la renommée.

## Œuvres
- Aveugles à Tanger
- Vent arrière, forte houle
- L'Atelier Voisin (1908)
- Vague à contre-jour (1926, acquise par l'État)
- Le Simdbad devant les calanques de Cassis (1928)
- La Régate (1929)
- Portrait de Jean-Michel Alaux
- Yacht longeant la côte
- Embarcation
- Vues du Bassin d'Arcachon (1940)

## Signatures

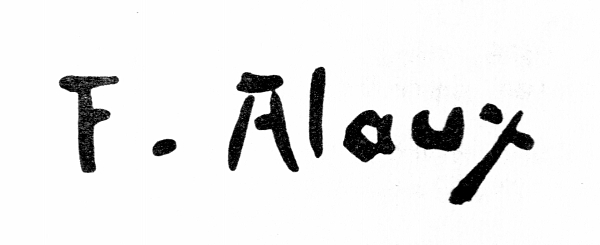
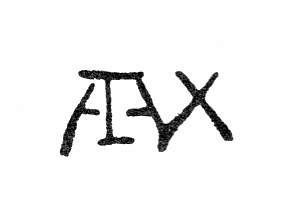

## Collections publiques
Musée de l'Air et de l'Espace, le Bourget :
- L'Atelier Voisin (1908)

Musée d'Aquitaine, Bordeaux :
- Vues du Bassin d'Arcachon (1940, inv. D.2009.5.3), dépôt Coustet